# Biały Żleb (Zdziary)

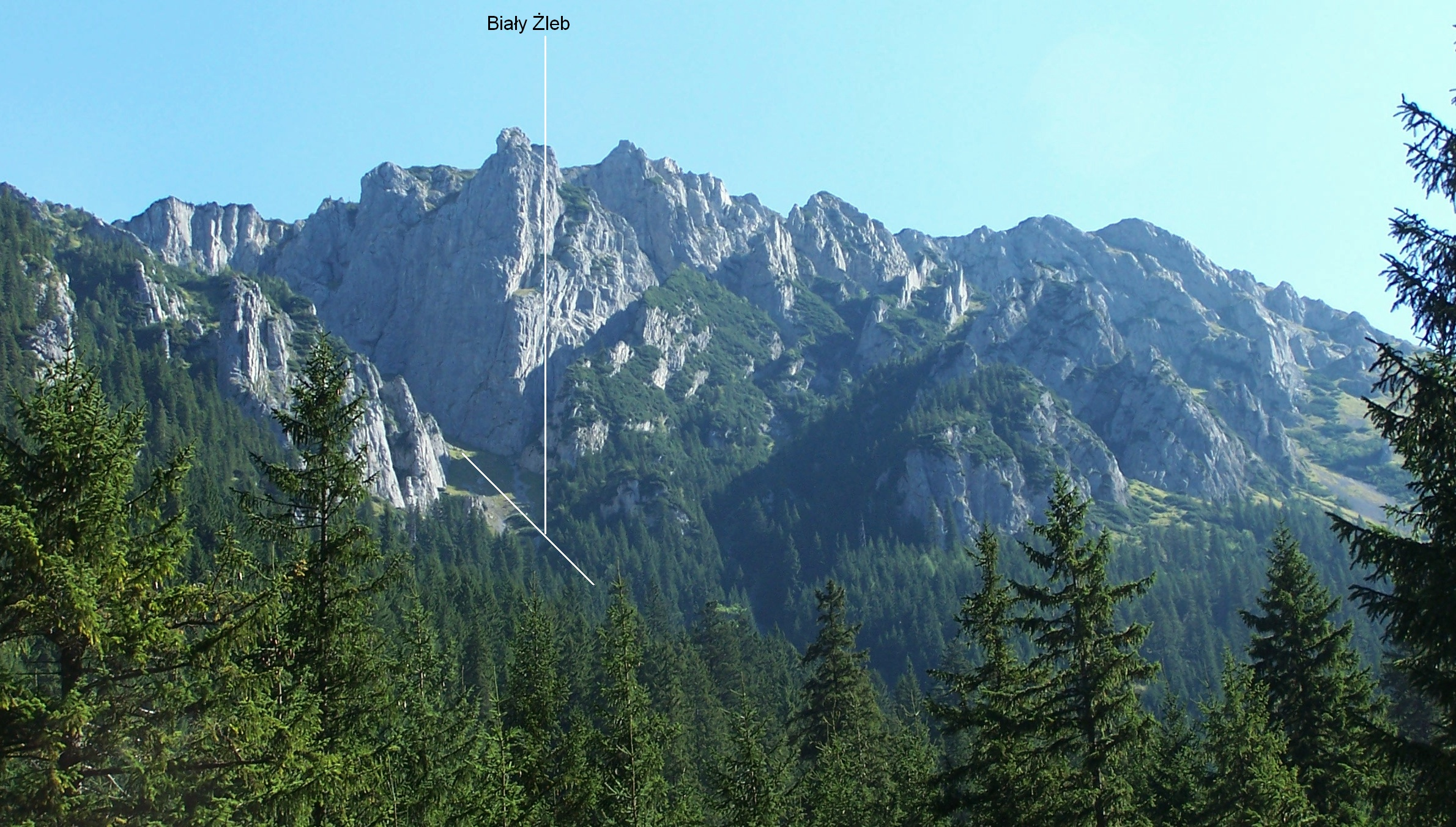
Widok z Polany na Stołach

Biały Żleb – orograficznie prawa odnoga Pisaniarskiego Żlebu (Żlebu nad Pisaną) w Dolinie Kościeliskiej w Tatrach Zachodnich. Opada spod Białego Siodełka (ok. 1570 m) w południowo-zachodnim kierunku, uchodząc do Żlebu nad Pisaną na wysokości około 1150 m.
Biały Żleb tworzy południową granicę Zdziarów Pisaniarskich. Jest głęboko wcięty. Jego prawe zbocze tworzy mało stromy i porośnięty lasem grzbiet, natomiast górna część lewego zbocza to potężne, niemal pionowe ściany Zdziarów. Znajdujący się w nich Filar Zdziarów ma wysokość około 170 m. Dno żlebu jest pokryte piargami i łupkami, są w nim niewielkie progi. Największy, kilkumetrowej wysokości próg znajduje się u wylotu Białego Żlebu do Żlebu nad Pisaną. Biały Żleb ma odnogę – niewielki żlebek spadający ze Zdziarów i łączący się z Białym Żlebem poniżej Filara Zdziarów.
W Filarze Zdziarów znajduje się jaskinia Komin w Ździarach.